# Södra Svarttjärnen, Härjedalen
Södra Svarttjärnen är en sjö i Härjedalens kommun i Härjedalen och ingår i Ljusnans huvudavrinningsområde.